# Quentalia ficus
Quentalia ficus är en fjärilsart som beskrevs av Herrich-Schäffer 1856. Quentalia ficus ingår i släktet Quentalia och familjen silkesspinnare. Inga underarter finns listade.